# 亞雷維謝
51°33′11″N 24°12′47″E / 51.55306°N 24.21306°E
亞雷維謝（羅馬化：Yarevyshche）是烏克蘭的村落，位於該國西部沃倫州，由科韋利區負責管轄，始建於1287年，面積2.85平方公里，海拔高度156米，2001年人口620，人口密度每平方公里217.62人。